# Botafogo de Futebol e Regatas
Il Botafogo de Futebol e Regatas, noto semplicemente come Botafogo, è una società polisportiva brasiliana di Rio de Janeiro. È conosciuto soprattutto per la sua squadra di calcio, che milita in Série A, la massima divisione del campionato brasiliano di calcio. Gli altri sport in cui è attiva la polisportiva sono calcio a 5, canottaggio, nuoto, pallacanestro, pallanuoto e pallavolo.
Il simbolo del club è una stella a cinque punte, rappresentata sullo stemma. La denominazione Botafogo deriva dal nome del quartiere eponimo in cui il club ha avuto origine. Inserita al dodicesimo posto della classifica dei migliori club del XX secolo stilata dalla FIFA, il Botafogo ha vinto una Coppa Libertadores, una Coppa Conmebol e 21 campionati Carioca.
Il Botafogo è una delle quattro grandi squadre di calcio di Rio de Janeiro insieme a Flamengo, Fluminense e Vasco da Gama. Altre squadre della città sono il Bangu e l'America.

## Storia

### Nascita del CR Botafogo
Il 1º luglio 1894 venne fondato il Club de Regatas Botafogo, una società di canottaggio, la più antica del Brasile e di Rio de Janeiro. Il nome evocava il quartiere in cui si trovava la sede. I colori della squadra erano il bianco e il nero e il suo simbolo era la stella solitaria, la cosiddetta Estrela d'Alva, ossia la prima stella ad apparire nel cielo (in realtà non è una stella, ma il pianeta Venere). Presto, vincendo diverse competizioni, divenne una delle più forti squadre di canottaggio di Rio de Janeiro, insieme a rivali come Flamengo, Vasco da Gama, Guanabara, Icaraí e São Cristóvão.

### Nascita del Botafogo FC
Circa dieci anni più tardi, il 12 agosto 1904, venne fondato un altro club nel quartiere, l'Electro Club, primo nome dato al Botafogo Football Club. L'idea venne durante una lezione di algebra nel collegio "Alfredo Gomes", quando Flávio Ramos scrisse all'amico Emmanuel Sodré: «Itamar ha una squadra di calcio in Via Martins Ferreira. Fondiamone anche noi una, in Largo dos Leões, che ne pensi? Possiamo chiedere ai Wernecks, ad Arthur César, a Vicente e a Jacques». E così nacque l'Electro Club, anche se tale nome non sarebbe durato a lungo.
Grazie ad un suggerimento di Dona Chiquitota, la nonna di Flávio, la società venne rinominata Botafogo Football Club il 18 settembre dello stesso anno. I colori adottati furono il bianco e il nero, come quelli della Juventus, la squadra per cui tifava Itamar Tavares (uno dei fondatori del club), e lo stemma, disegnato da Basílio Vianna Jr., in stile svizzero con il monogramma BFC. Il Botafogo Football Club sarebbe presto diventato una delle squadre di calcio più forti di Rio, vincendo tre Campionati Carioca in pochi anni.

### La fusione
Lo stesso nome, lo stesso quartiere, gli stessi colori e la cosa più importante: gli stessi tifosi. Sembrava che il destino di entrambe le squadre fosse uno solo. L'idea della fusione cominciò a sembrare realizzabile dopo una partita di pallacanestro tra le due squadre, disputata l'11 giugno del 1942, durante la quale il giocatore del Botafogo FC Armando Albano morì improvvisamente.
Riguardo al tragico avvenimento, Augusto Frederico Schmidt, presidente del CR Botafogo, disse: «Adesso, dichiaro ad Albano che questa sua ultima gara è terminata con la vittoria della sua squadra. Non giocheremo finché il tempo sul cronometro non sarà arrivato al termine. Tutti vogliamo che il giovane combattente lasci questa grande notte da vincitore. Lo salutiamo così». Eduardo Góis Trindade, presidente del Botafogo FC, dichiarò: «Nelle gare tra le nostre squadre, solo uno può essere il vincitore: il Botafogo!». Quindi Schmidt annunciò la fusione: «Cos'altro ci serve affinché le nostre società diventino una sola?». E così fecero: l'8 dicembre 1942 i due club finalmente si fusero insieme con il nome di Botafogo de Futebol e Regatas. Lo stemma del Football Club divenne nero e il monogramma venne sostituito dalla stella del Clube de Regatas. Questo stemma, secondo lo statuto del team, non può essere modificato. Gli sport d'acqua mantennero lo stemma del Clube de Regatas, tutto nero, mentre gli sport sulla terraferma mantennero quello del Football Club, maglia a strisce bianco-nere verticali con pantaloncini neri.

### I risultati dei primi anni

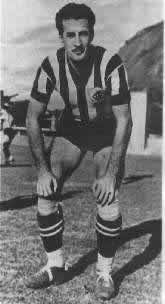
Carvalho Leite

Il primo momento di gloria per il Botafogo si verificò poco dopo la fondazione. Il team vinse il Campionato Carioca nel 1907, nel 1910 e nel 1912. La squadra vinceva spesso le sue partite con ampi scarti, come un 24-0 sul Mangueira (massimo punteggio nel calcio brasiliano). Per questa ragione, il Botafogo venne soprannominato O Glorioso (il Glorioso).
Dopo questo periodo, i bianconeri non vinsero più nulla per 18 anni finché, nel 1930, non si aggiudicarono il loro quarto campionato statale. Poco dopo vinsero per quattro anni di fila il campionato statale, evento mai eguagliato: nel 1932, nel 1933, nel 1934 e nel 1935. In quella squadra giocavano Carvalho Leite, Pamplona, Nilo, Patesko e il celebre bomber Leônidas.
In quegli anni il Botafogo diede alla nazionale brasiliana quattro giocatori per il campionato mondiale 1930, nove per il campionato mondiale 1934 e cinque per il campionato mondiale 1938. In totale il Botafogo è la squadra che ha dato più calciatori alla nazionale brasiliana: 97, 46 dei quali hanno partecipato ai mondiali.

### Anni '40, '50 e '60

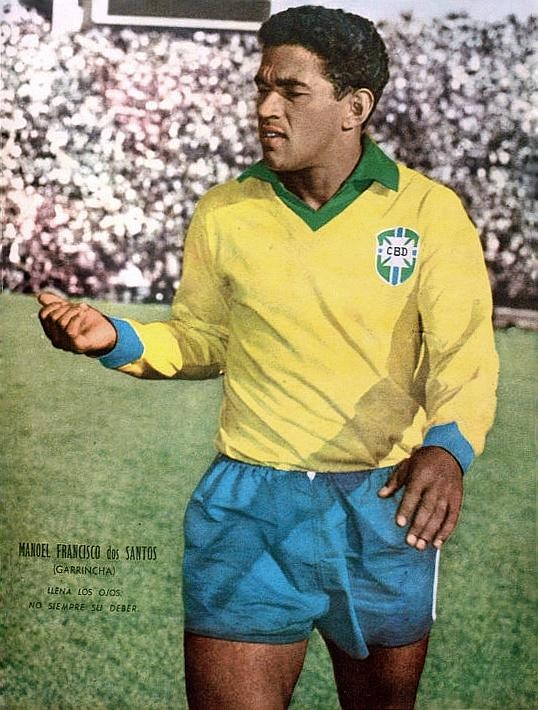
Garrincha

Negli anni quaranta, poco dopo la creazione del Botafogo de Futebol e Regatas, il giocatore più forte della squadra era l'attaccante Heleno de Freitas, autore di 204 gol in 233 partite; tuttavia egli non vinse neanche un campionato e si trasferì al Boca Juniors nel 1948, proprio l'anno in cui il Botafogo vinse il suo nono campionato statale.
Negli anni cinquanta e sessanta il Botafogo visse i migliori momenti. Con Garrincha, Nílton Santos, Didi, Amarildo, Mário Zagallo, Manga e Quarentinha, la squadra vinse il campionato carioca nel 1957, nel 1961 e nel 1962 e il Torneo Rio-San Paolo nel 1962, nel 1964 e nel 1966. Il club cominciò ad avere una grande rivalità con il Santos, squadra di Pelé, in seguito alla sconfitta in finale di Taça Brasil del 1962 e all'eliminazione in semifinale di Coppa Libertadores dello stesso anno ad opera del Santos. Il Botafogo formò la base della Nazionale brasiliana ai Mondiali 1958 e a quelli del 1962, vinti entrambi dalla squadra verdeoro.
Il periodo d'oro del Botafogo continuò fino alla fine degli anni sessanta. Jairzinho, Paulo César Lima, Gérson e Roberto Miranda furono alcuni dei giocatori che vinsero il Campionato Carioca nel 1967 e nel 1968 e la Taça Brasil nel 1968.

### Dal 1970 alla prima retrocessione
Dopo i successi di fine anni sessanta, il club andò incontro a 21 anni senza vincere neanche un titolo importante, fino al 1989, quando conquistò il campionato statale davanti al Flamengo. Un anno dopo, la squadra lo vinse di nuovo, questa volta sul Vasco da Gama.
Negli anni novanta, il Botafogo vinse la Coppa CONMEBOL nel 1993, il campionato brasiliano nel 1995, il Trofeo Teresa Herrera e il Torneo Municipale nel 1996, il campionato carioca nel 1997 e il torneo Rio-San Paolo nel 1998. Tra l'altro perse la finale di Coppa di Brasile nel 1999 contro la Juventude.
Nel 2002 il Botafogo retrocesse in Série B per la prima volta, dopo essersi classificato ultimo nel campionato. Nel 2003 si classificò al secondo posto in Série B dietro al Palmeiras e ritornò in Série A.

### Alti e bassi e il primo successo in Libertadores
Nel 2006 la squadra vinse per la 18ª volta il campionato Carioca. Al giorno d'oggi è l'unica compagine brasiliana a poter vantare la vittoria del campionato (statale) in tre secoli diversi: vinse, infatti, il campionato statale di canottaggio nel 1899, molti campionati nel XX secolo e quest'ultimo nel XXI secolo. Nel 2010 la squadra si aggiudica per la 19ª volta il campionato Carioca, per poi ripetersi nel 2013, anno in cui, grazie al quarto posto nel campionato brasiliano, torna a qualificarsi alla Coppa Libertadores dopo diciotto anni.
Nel 2014 il club conosce nuovamente la retrocessione in Série B per via di una crisi finanziaria e sportiva, poi, nel 2015, torna nella massima categoria e nel 2016 si qualifica nuovamente alla Coppa Libertadores per l'edizione del 2017, dove raggiunge i quarti di finale. Nel campionato carioca gioca la fase finale nel 2015 e nel 2016, per poi tornare a vincere la competizione nel 2018, battendo in finale il Vasco da Gama. Nel 2020-2021, oberato dai debiti, il club retrocede nuovamente in Série B, a causa dell'ultimo posto in classifica in massima serie.
Tornato nel 2022 in Série A vincendo il campionato cadetto, nel 2023, grazie al quinto posto in massima serie, si qualifica nuovamente alla Coppa Libertadores. Nel novembre 2024, dopo essere partito dai turni preliminari, il Botafogo riesce nell'impresa di vincere la Coppa Libertadores, mettendo in bacheca il trofeo per la prima volta grazie al successo per 3-1 contro i connazionali dell'Atlético Mineiro nella finale giocata allo stadio Monumental di Buenos Aires, dopo aver disputato larga parte dell'incontro in dieci uomini a causa di un'espulsione.

## Colori e simboli

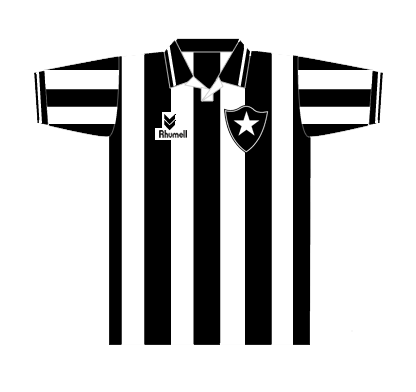
Divisa utilizzata dal Botafogo nella Recopa Sudamericana 1994

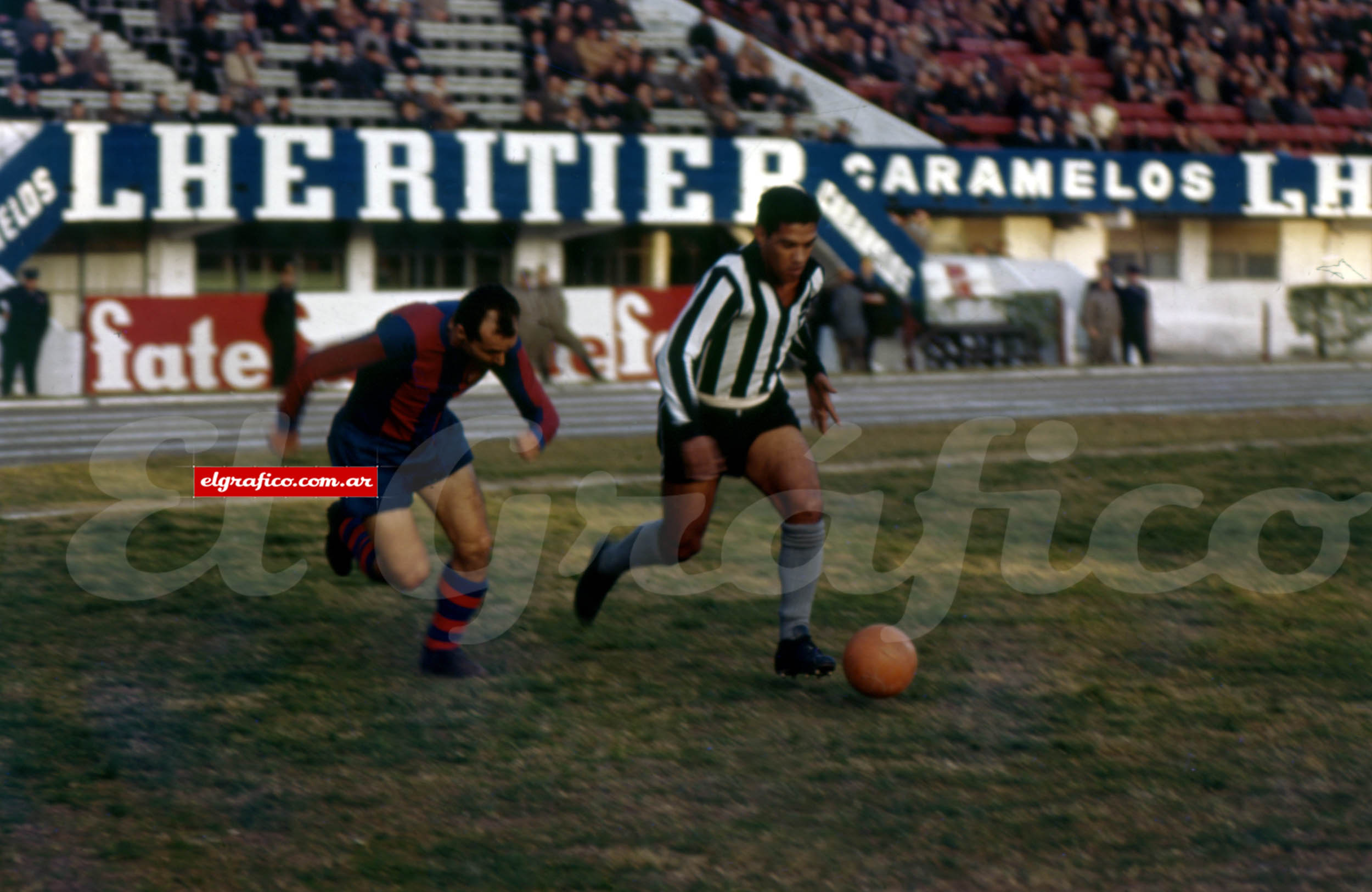
Garrincha al Botafogo 2-0 Barcellona, 1964, Monumental de Núñez

### Colori
I colori del Botafogo sono il bianco e il nero.
L'uniforme di gioco della squadra è costituita da una maglia nera con strisce bianche verticali, da calzoncini neri e da calzettoni grigi. La seconda tenuta è tutta bianca. Può essere utilizzato come seconda o terza divisa anche un completo nero. In rare occasioni i calzettoni, benché tradizionalmente grigi, possono essere neri o anche bianchi.

### Simboli ufficiali

#### Stemma
Lo stemma del Botafogo presenta la cosiddetta "Stella Solitaria" (Estrela Solitária) in bianco su sfondo nero. Venne disegnato nel 1942, anno della fusione; prima sia il Club de Regatas Botafogo sia il Botafogo Football Club avevano un proprio stemma. Quello del Club Regatas aveva la stella sulla metà sinistra, un paio di remi sulla metà destra, e, sotto, le iniziali del nome della società (C.R.B.). Lo stemma del Football Club aveva anch'esso le iniziali della società (B.F.C.), scritte in nero su fondo bianco. La forma di quest'ultimo stemma venne usata come base per quello del Botafogo de Futebol e Regatas.

#### Bandiera
La vecchia bandiera del Club de Regatas Botafogo era completamente bianca, con un piccolo quadrato nero al cui interno era raffigurata la Stella Solitaria. Il Botafogo FC aveva invece una bandiera con nove strisce bianche e nere, e lo stemma sistemato in mezzo. La squadra attuale basa il suo vessillo su quelle delle due vecchie società: la bandiera ha cinque strisce nere e quattro strisce bianche, con un quadrato nero nel quarto superiore sinistro con la Stella Solitaria.

#### Mascotte
La prima mascotte del club fu Paperino, poi abbandonato a causa di problemi con i diritti d'autore. Oggi, la mascotte è Manequinho, una replica del Manneken Pis situato all'ingresso della sede del club. Ad ogni modo, i tifosi del Botafogo hanno sempre largamente utilizzato anche il cane Biriba come mascotte: in particolare Biriba era il talismano del Botafogo nei tardi anni quaranta.

### Soprannomi
La squadra è soprannominata Fogo, Bota (abbreviazioni del nome ufficiale), Fogão (accrescitivo di Fogo, è il soprannome più usato), Alvinegro ("bianco-nero"), O clube da Estrela Solitária ("la squadra della Stella Solitaria", in riferimento al principale simbolo del club) e O Glorioso ("il Glorioso", soprannome datogli dopo le splendide stagioni degli anni dieci).

## Strutture

### Stadio

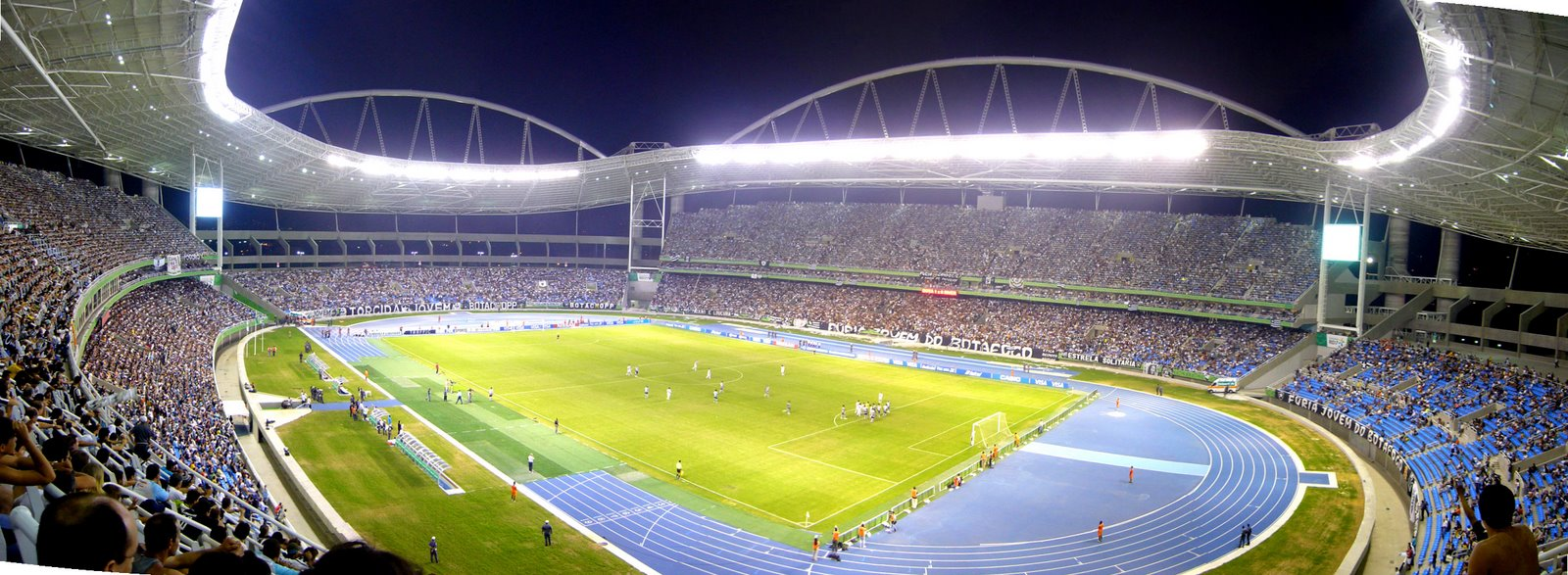
Stadio Nilton Santos

Il primo stadio utilizzato dal Botafogo era situato in Via Voluntários da Pátria. Venne usato tra il 1908 e il 1911. L'anno seguente, la squadra dovette giocare le proprie gare in Via São Clemente. Il club finalmente trovò un campo nel quartiere di Botafogo. Chiamato General Severiano dal nome della via di accesso allo stadio, il Botafogo cominciò a usare questo stadio nel 1913. Vennero fatte alcune migliorie con la costruzione di un'area di intrattenimento, nel 1928, e con l'espansione dell'area cementata dello stadio, nel 1938.
Nel 1950, in occasione dei Mondiali di calcio in Brasile, venne costruito lo stadio Maracanã. Da allora, quello che una volta era il più grande stadio del mondo divenne la casa del Botafogo in molte gare importanti a Rio de Janeiro.
Comunque, la società perse il possesso dello stadio General Severiano nel 1977 a causa di numerosi debiti. L'impianto venne venduto alla Companhia Vale do Rio Doce e demolito. Il Botafogo si trasferì nel sobborgo di Marechal Hermes e lì, nel 1978, costruì un nuovo stadio, chiamato "Mané Garrincha".
All'inizio degli anni novanta il Botafogo prese in affitto lo stadio Caio Martins, un piccolo impianto nella vicina cittadina di Niterói. Nel 1992 la squadra poté finalmente tornare allo stadio General Severiano, inaugurato però solo nel 1995, non più come stadio, ma come piscina, palestra e campo da calcio.
Dopo anni di utilizzo del Caio Martins e del Maracanã come stadi casalinghi, il Botafogo cominciò ad utilizzare il General Severiano come campo di allenamenti, mentre il Caio Martins venne chiuso nel 2004. Il Maracanã, proprietà del governo dello Stato di Rio de Janeiro, nel 2006 divenne la casa della squadra.
Dal 2007 il Botafogo disputa le proprie partite casalinghe nello Stadio Nilton Santos, avente una capienza di 46.931 posti, creato originalmente per i XV Giochi panamericani.

## Presidenti
- 1894-1895  José Maria Dias Braga
- 1895  Eugênio Paiva de Azevedo
- 1895-1903  Gastão Cardoso
- 1903  João Carlos de Mello
- 1904  Raul do Rego Macedo
- 1905  Tito Valverde de Miranda
- 1906-1909  Conrado Maia
- 1910-1916  Gastão Cardoso
- 1917-1919  Raul do Rego Macedo
- 1920-1921  Álvaro Werneck
- 1922  Raul do Rego Macedo
- 1923  Álvaro Werneck
- 1924-1926  Antônio Mendes de Oliveira Castro
- 1927-1928  Álvaro Werneck
- 1928-1930  Armando de Oliveira Flores
- 1930  Alberto Ruiz
- 1931-1935  Octávio Costa Macedo
- 1935-1937  Ibsen De Rossi
- 1937-1938  Julius A. Henrich Arp Júnior
- 1938  Mário Ferreira
- 1938-1939  Abelardo Martins Torres
- 1939-1940  Álvaro Gomes de Oliveira
- 1941-1942  Augusto Frederico Schmidt

- 1904  Flávio da Silva Ramos
- 1904  Alfredo Guedes de Mello
- 1905  Waldemar Pereira da Cunha
- 1905-1907  Joaquim Antônio de Souza Ribeiro
- 1908  Edwin Elkin Hime Júnior
- 1909-1910  Joaquim Antônio de Souza Ribeiro
- 1911  Alberto Cruz Santos
- 1912-1914  Joaquim de Lamare
- 1914  Miguel de Pino Machado
- 1915-1916  Joaquim Antônio de Souza Ribeiro
- 1917-1918  Miguel de Pino Machado
- 1919-1921  Renato Pacheco
- 1922  Samuel de Oliveira
- 1923  Paulo Antônio Azeredo
- 1923-1924  Gabriel Loureiro Bernardes
- 1925  Oldemar Murtinh
- 1926-1935  Paulo Antônio Azeredo
- 1935  Rivadávia Corrêa Meyer (Riva)
- 1935-1936  Paulo Antônio Azeredo
- 1936  Darke Bhering de Oliveira Mattos
- 1937-1939  Sérgio Darcy
- 1940-1941  João Lyra Filho
- 1941  Benjamin de Almeida Sodré
- 1942  Eduardo de Góes Trindade

- 1942-1943  Eduardo de Góes Trindade
- 1944-1947  Adhemar Alves Bebiano
- 1947  Oswaldo Costa
- 1948-1951  Carlos Martins da Rocha (Carlito Rocha)
- 1952-1953  Ibsen De Rossi
- 1954-1963  Paulo Antônio Azeredo
- 1964-1967  Ney Cidade Palmeiro
- 1968-1972  Althemar Dutra de Castilho (Teté)
- 1973-1975  Rivadávia Tavares Corrêa Meyer (Rivinha)
- 1976-1981  Charles de Macedo Borer
- 1982-1983  José Eduardo Mello Machado (Juca)
- 1983-1984  Emmanuel Sodré Viveiros de Castro (Maninho)
- 1985-1990  Althemar Dutra de Castilho (Teté)
- 1991-1992  Emil Pacheco Pinheiro
- 1992  Jorge Aurélio Ribeiro Domingues
- 1992-1993  Mauro Ney Machado Monteiro Palmeiro
- 1994-1996  Carlos Augusto Saad Montenegro
- 1997-1999  José Luiz Rolim
- 2000-2002  Mauro Ney Machado Monteiro Palmeiro
- 2003-2009  Bebeto de Freitas
- 2009-2014  Maurício Assumpção
- 2015-2017  Carlos Eduardo Pereira
- 2017-2020  Nelson Mufarrej
- 2021-2022  Durcesio Mello
- 2022-  John Textor

## Calciatori

### Vincitori di titoli
Campioni del mondo
- Didi (Svezia 1958), (Cile 1962)
- Garrincha (Svezia 1958), (Cile 1962)
- Nílton Santos (Svezia 1958), (Cile 1962)
- Amarildo (Cile 1962)
- Zagallo (Cile 1962)
- Jairzinho (Messico 1970)
- Roberto (Messico 1970)
- Paulo César (Messico 1970)

Campioni del Sudamerica
- Sebastián Abreu (Argentina 2011)

## Palmarès

### Competizioni statali
- Campionato Carioca: 21 [6]

1907, 1910, 1912, 1930, 1932, 1933, 1934, 1935, 1948, 1957, 1961, 1962, 1967, 1968, 1989, 1990, 1997, 2006, 2010, 2013, 2018
- Torneio Início do Rio de Janeiro: 8

1934, 1938, 1947, 1961, 1962, 1963, 1967, 1977
- Taça Guanabara: 8

1967, 1968, 1997, 2006, 2009, 2010, 2013, 2015
- Taça Rio: 9

1989, 1997, 2007, 2008, 2010, 2012, 2013, 2023, 2024
- Taça Cidade Maravilhosa: 1

1996

### Competizioni nazionali
- Taça Brasil/Campionato brasiliano: 3

1968, 1995, 2024
- Campeonato Brasileiro Série B: 2

2015, 2021
- Torneo Rio-San Paolo: 4

1962, 1964, 1966, 1998

### Competizioni internazionali
- Coppa Libertadores: 1

2024
- Coppa CONMEBOL: 1

1993

### Competizioni giovanili
- Campionato Carioca Sub-20: 15

1920, 1935, 1961, 1962, 1963, 1964, 1966, 1977, 1978, 1997, 1998, 2000, 2011, 2014, 2016
- Taça Belo Horizonte de Juniores: 1

1999

### Altri piazzamenti
- Campionato brasiliano:

Secondo posto: 1962, 1972, 1992
Terzo posto: 1971
- Campeonato Brasileiro Série B:

Secondo posto: 2003
- Coppa del Brasile:

Finalista: 1999
Semifinalista: 2007, 2008, 2017
- Supercoppa del Brasile:

Finalista: 2025
- Campionato Carioca:

Secondo posto/Finalista: 1907, 1908, 1909, 1916, 1918, 1942, 1944 (Torneo Relampago), 1945, 1946, 1947 (Torneo Municipal), 1947, 1959, 1975, 2007, 2008, 2009, 2015, 2016
Terzo posto: 1913, 1914, 1919, 1928, 1938, 1941, 1943 (Torneo Municipal), 1944, 1951, 1956, 1958, 1960, 1970, 1971, 1979, 1995, 1996, 2011
Semifinalista: 2017
- Torneo Rio-San Paolo:

Secondo posto: 1960, 1961, 2001
Terzo posto: 1955
- Coppa Libertadores:

Semifinalista: 1963, 1973
- Recopa Sudamericana:

Finalista: 1994, 2025
- Coppa Master di Coppa CONMEBOL:

Semifinalista: 1996
- Coppa Intercontinentale FIFA - Derby delle Americhe:

Finalista: 2024

## Statistiche e record

### Partecipazione ai campionati
Si contano solo i campionati nazionali.
| Livello | Categoria                     | Partecipazioni | Debutto | Ultima stagione | Ultima stagione |
| ------- | ----------------------------- | -------------- | ------- | --------------- | --------------- |
| 1°      | Taça Brasil                   | 4              | 1962    | 1968            | 58              |
| 1°      | Torneo Roberto Gomes Pedrosa  | 4              | 1967    | 1970            | 58              |
| 1°      | Brasileirão                   | 50             | 1971    | 2023            | 58              |
| 2°      | Campeonato Brasileiro Série B | 3              | 2003    | 2021            | 3               |

### Statistiche individuali
- 723  Nílton Santos (1948-1964)
- 612  Garrincha (1953-1965)
- 453  Waltencir (1967-1976)
- 444  Quarentinha (1954-1964)
- 442  Manga (1959-1968)
- 442  Carlos Roberto (1967-1976)
- 422  Geninho (1940-1954)
- 413  Jairzinho (1962-1974 e 1981)
- 412  Wágner (1993-2002)
- 387  Osmar (1970-1979)

- 306  Quarentinha (1954-1964)
- 261  Carvalho Leite (1929-1942)
- 243  Garrincha (1953-1965)
- 209  Heleno de Freitas (1939-1948)
- 190  Nilo (1919-1921 e 1927-1938)
- 186  Jairzinho (1962-1974 e 1981)
- 171  Octávio Moraes (1942-1953)
- 159  Túlio (1994-1996, 1998, 2000 e 2009)
- 154  Roberto Miranda (1962-1972)
- 144  Dino da Costa (1951-1955)

## Tifoseria
Il Botafogo ha circa 3,8 milioni di tifosi e costituisce la nona squadra più tifata in Brasile. I suoi tifosi sono concentrati nelle classi più elevate, che hanno migliori condizioni di vita. Negli anni sessanta, il Botafogo era invece la seconda squadra preferita dai tifosi brasiliani: questo spiega perché la squadra abbia molti tifosi aventi oltre sessanta anni.

### Torcide organizzate
- Fúria Jovem do Botafogo ("Giovane furia di Botafogo").
- Loucos pelo Botafogo ("Pazzi per il Botafogo").
- Torcida Botachopp ("Torcida piena di birra").
- Torcida Jovem do Botafogo ("Giovane torcida di Botafogo").
- Torcida Estrela Solitária ("Torcida Stella Solitaria").

### Rivalità
Le grandi rivali del Botafogo sono nella città di Rio: il Fluminense, il Flamengo e il Vasco da Gama. Le altre principali rivali sono il Corinthians, il Santos, il Palmeiras e il São Paulo (i quattro club di San Paolo), l'Atlético Mineiro e il Cruzeiro (le due grandi di Belo Horizonte), il Grêmio e l'Internacional (le squadre di Porto Alegre).
In particolare, la sentita rivalità con il Fluminense, fondato il 22 ottobre 1905, è la più antica del calcio brasiliano.

## Organico

### Rosa 2025
Aggiornato al 3 agosto 2025
| N. |                      | Ruolo | Calciatore                |
| -- | -------------------- | ----- | ------------------------- |
| 1  | Brasile (bandiera)   | P     | Raul Steffens             |
| 2  | Brasile (bandiera)   | D     | Vitinho                   |
| 4  | Uruguay (bandiera)   | D     | Mateo Ponte               |
| 6  | Brasile (bandiera)   | C     | Patrick de Paula          |
| 7  | Brasile (bandiera)   | A     | Artur                     |
| 9  | Brasile (bandiera)   | A     | Rwan Cruz                 |
| 10 | Venezuela (bandiera) | C     | Jefferson Savarino        |
| 11 | Brasile (bandiera)   | C     | Matheus Martins           |
| 12 | Brasile (bandiera)   | P     | John Victor               |
| 13 | Brasile (bandiera)   | D     | Alex Telles               |
| 15 | Angola (bandiera)    | D     | Bastos                    |
| 16 | Brasile (bandiera)   | A     | Nathan Fernandes          |
| 17 | Brasile (bandiera)   | C     | Marlon Freitas (capitano) |
| 18 | Brasile (bandiera)   | C     | Kauê                      |
| 19 | Brasile (bandiera)   | A     | Kayke                     |
| 20 | Argentina (bandiera) | D     | Alexander Barboza         |

| N. |                      | Ruolo | Calciatore         |
| -- | -------------------- | ----- | ------------------ |
| 21 | Brasile (bandiera)   | D     | Fernando Marçal    |
| 23 | Uruguay (bandiera)   | C     | Santiago Rodríguez |
| 24 | Brasile (bandiera)   | P     | Léo Linck          |
| 25 | Brasile (bandiera)   | C     | Allan              |
| 28 | Brasile (bandiera)   | C     | Newton             |
| 30 | Argentina (bandiera) | A     | Joaquín Correa     |
| 39 | Uruguay (bandiera)   | A     | Gonzalo Mastriani  |
| 47 | Brasile (bandiera)   | A     | Jeffinho           |
| 57 | Brasile (bandiera)   | D     | David Ricardo      |
| 66 | Brasile (bandiera)   | D     | Cuiabano           |
| 67 | Brasile (bandiera)   | A     | Yarlen             |
| 69 | Brasile (bandiera)   | A     | Rafael Lobato      |
| 77 | Brasile (bandiera)   | C     | Kauan Lindes       |
|    | Brasile (bandiera)   | D     | Philipe Sampaio    |
|    | Brasile (bandiera)   | C     | Danilo             |

### Rosa 2024
Aggiornato al 25 luglio 2024
| N. |                      | Ruolo | Calciatore               |
| -- | -------------------- | ----- | ------------------------ |
| 1  | Paraguay (bandiera)  | P     | Roberto Junior Fernández |
| 2  | Brasile (bandiera)   | D     | Rafael                   |
| 3  | Brasile (bandiera)   | D     | Lucas Halter             |
| 4  | Uruguay (bandiera)   | D     | Mateo Ponte              |
| 5  | Brasile (bandiera)   | C     | Danilo Barbosa           |
| 7  | Brasile (bandiera)   | A     | Luiz Henrique            |
| 8  | Brasile (bandiera)   | C     | Patrick de Paula         |
| 9  | Brasile (bandiera)   | A     | Tiquinho Soares          |
| 10 | Venezuela (bandiera) | C     | Jefferson Savarino       |
| 11 | Brasile (bandiera)   | A     | Júnior Santos            |
| 12 | Brasile (bandiera)   | P     | John                     |
| 15 | Angola (bandiera)    | D     | Bastos                   |
| 16 | Brasile (bandiera)   | D     | Hugo                     |
| 17 | Brasile (bandiera)   | C     | Marlon Freitas           |
| 19 | Paraguay (bandiera)  | A     | Matías Segovia           |
| 20 | Argentina (bandiera) | D     | Alexander Barboza        |
| 21 | Brasile (bandiera)   | D     | Marçal                   |
| 22 | Uruguay (bandiera)   | D     | Damián Suárez            |
| 23 | Argentina (bandiera) | C     | Thiago Almada            |
| 25 | Brasile (bandiera)   | C     | Kauê                     |

| N. |                      | Ruolo | Calciatore         |
| -- | -------------------- | ----- | ------------------ |
| 26 | Brasile (bandiera)   | C     | Gregore            |
| 27 | Brasile (bandiera)   | A     | Carlos Alberto     |
| 28 | Brasile (bandiera)   | C     | Allan              |
| 30 | Brasile (bandiera)   | P     | Lucas Barreto      |
| 32 | Nicaragua (bandiera) | C     | Jacob Montes       |
| 33 | Brasile (bandiera)   | C     | Eduardo            |
| 38 | Brasile (bandiera)   | D     | Jefferson Maciel   |
| 39 | Brasile (bandiera)   | A     | Rwan               |
| 47 | Brasile (bandiera)   | A     | Jeffinho           |
| 66 | Brasile (bandiera)   | D     | Cuiabano           |
| 67 | Brasile (bandiera)   | A     | Yarlen             |
| 77 | Uruguay (bandiera)   | C     | Diego Hernández    |
| 79 | Brasile (bandiera)   | A     | Fabiano            |
| 90 | Brasile (bandiera)   | A     | Matheus Nascimento |
| 91 | Brasile (bandiera)   | D     | Pablo              |
| 97 | Brasile (bandiera)   | P     | Raul               |
| 99 | Brasile (bandiera)   | A     | Igor Jesus         |
|    | Brasile (bandiera)   | A     | Arthur Cabral      |
|    | Brasile (bandiera)   | D     | Alex Telles        |
|    | Brasile (bandiera)   | C     | Matheus Martins    |

### Rosa 2023
Aggiornato al 9 luglio 2023
| N. |                      | Ruolo | Calciatore               |
| -- | -------------------- | ----- | ------------------------ |
|    | Brasile (bandiera)   | P     | Diego Loureiro           |
|    | Paraguay (bandiera)  | P     | Roberto Junior Fernández |
|    | Angola (bandiera)    | D     | Bàstos                   |
|    | Argentina (bandiera) | D     | Renzo Saravia            |
|    | Argentina (bandiera) | D     | Víctor Cuesta            |
|    | Brasile (bandiera)   | D     | Adryelson                |
|    | Brasile (bandiera)   | D     | Kanu                     |
|    | Brasile (bandiera)   | D     | Philipe Sampaio          |
|    | Brasile (bandiera)   | D     | Sousa                    |
|    | Brasile (bandiera)   | D     | Kevin                    |
|    | Brasile (bandiera)   | D     | Rafael                   |
|    | Brasile (bandiera)   | D     | Hugo                     |
|    | Brasile (bandiera)   | C     | Danilo Barbosa da Silva  |

| N. |                    | Ruolo | Calciatore         |
| -- | ------------------ | ----- | ------------------ |
|    | Brasile (bandiera) | C     | Lucas Fernandes    |
|    | Brasile (bandiera) | C     | Vitor Leque        |
|    | Brasile (bandiera) | C     | Lucas Lourenço     |
|    | Brasile (bandiera) | C     | Cesinha            |
|    | Brasile (bandiera) | C     | Carlos Eduardo     |
|    | Brasile (bandiera) | C     | Kayque             |
|    | Brasile (bandiera) | C     | Gustavo Sauer      |
|    | Brasile (bandiera) | C     | Tchê Tchê          |
|    | Brasile (bandiera) | C     | Newton             |
|    | Brasile (bandiera) | A     | Luis Henrique      |
|    | Brasile (bandiera) | A     | Matheus Nascimento |
|    | Brasile (bandiera) | A     | Tiquinho Soares    |
|    | Brasile (bandiera) | A     | João Vitor         |

### Rosa 2022
Aggiornato al 6 febbraio 2022
| N. |                      | Ruolo | Calciatore               |
| -- | -------------------- | ----- | ------------------------ |
|    | Brasile (bandiera)   | P     | Diego Loureiro           |
|    | Paraguay (bandiera)  | P     | Roberto Junior Fernández |
|    | Brasile (bandiera)   | D     | Kanu                     |
|    | Brasile (bandiera)   | D     | Sousa                    |
|    | Argentina (bandiera) | D     | Renzo Saravia            |
|    | Argentina (bandiera) | D     | Víctor Cuesta            |
|    | Brasile (bandiera)   | D     | Kevin                    |
|    | Brasile (bandiera)   | D     | Rafael                   |
|    | Brasile (bandiera)   | D     | Hugo                     |
|    | Brasile (bandiera)   | C     | Danilo Barbosa da Silva  |

| N. |                    | Ruolo | Calciatore         |
| -- | ------------------ | ----- | ------------------ |
|    | Brasile (bandiera) | C     | Lucas Fernandes    |
|    | Brasile (bandiera) | C     | Cesinha            |
|    | Brasile (bandiera) | C     | Carlos Eduardo     |
|    | Brasile (bandiera) | C     | Kayque             |
|    | Brasile (bandiera) | C     | Gustavo Sauer      |
|    | Brasile (bandiera) | C     | Tchê Tchê          |
|    | Brasile (bandiera) | A     | Luis Henrique      |
|    | Brasile (bandiera) | A     | Lucas Piazon       |
|    | Brasile (bandiera) | A     | Matheus Nascimento |
|    | Brasile (bandiera) | A     | Tiquinho Soares    |

### Rosa 2019
| N. |                      | Ruolo | Calciatore               |
| -- | -------------------- | ----- | ------------------------ |
|    | Brasile (bandiera)   | P     | Diego Cavalieri          |
|    | Brasile (bandiera)   | P     | Jefferson                |
|    | Brasile (bandiera)   | P     | Saulo                    |
|    | Paraguay (bandiera)  | P     | Roberto Junior Fernández |
|    | Argentina (bandiera) | D     | Joel Carli               |
|    | Brasile (bandiera)   | D     | Arnaldo                  |
|    | Brasile (bandiera)   | D     | Fernando Costanza        |
|    | Brasile (bandiera)   | D     | Gilson                   |
|    | Brasile (bandiera)   | D     | Jonas                    |
|    | Brasile (bandiera)   | D     | Marcelo                  |
|    | Brasile (bandiera)   | D     | Marcinho                 |
|    | Brasile (bandiera)   | D     | Moisés                   |
|    | Brasile (bandiera)   | D     | Igor Rabello             |
|    | Brasile (bandiera)   | D     | Luis Ricardo             |
|    | Brasile (bandiera)   | D     | Yago                     |
|    | Brasile (bandiera)   | C     | Gustavo Bochecha         |
|    | Brasile (bandiera)   | C     | Dudu Cearense            |

| N. |                           | Ruolo | Calciatore        |
| -- | ------------------------- | ----- | ----------------- |
|    | Brasile (bandiera)        | C     | Matheus Fernandes |
|    | Brasile (bandiera)        | C     | Leandrinho        |
|    | Brasile (bandiera)        | C     | Rodrigo Lindoso   |
|    | Brasile (bandiera)        | C     | Luiz Fernando     |
|    | Brasile (bandiera)        | C     | Marcelo           |
|    | Brasile (bandiera)        | C     | João Paulo Mior   |
|    | Brasile (bandiera)        | C     | Renatinho         |
|    | Brasile (bandiera)        | C     | Marcos Vinícius   |
|    | Brasile (bandiera)        | C     | Wenderson         |
|    | Cile (bandiera)           | C     | Leonardo Valencia |
|    | Giappone (bandiera)       | C     | Keisuke Honda     |
|    | Costa d'Avorio (bandiera) | A     | Salomon Kalou     |
|    | Brasile (bandiera)        | A     | Brenner           |
|    | Brasile (bandiera)        | A     | Leandro Carvalho  |
|    | Brasile (bandiera)        | A     | Kieza             |
|    | Brasile (bandiera)        | A     | Rodrigo Pimpão    |
|    | Brasile (bandiera)        | A     | Rony              |